# 1990년 일본 시리즈
1990년 일본 시리즈(일본어: 1990年の日本シリーズ)는 1990년 10월 20일부터 10월 24일까지 열린 일본 프로 야구의 일본 시리즈 경기이다. 퍼시픽 리그 우승 팀인 세이부 라이온스가 총 4차례의 접전을 펼친 끝에 센트럴 리그 우승 팀 요미우리 자이언츠를 누르고 4전 전승의 성적을 기록, 1988년 이후 2년 만에 9번째 우승을 차지했다. 이 일본 시리즈는 2015년까지 홈 구장에서 4:0 승리를 맞이한 유일한 시리즈다.

## 감독
| 소속 리그   | 소속              | 감독          |
| ----------- | ----------------- | ------------- |
| 센트럴 리그 | 요미우리 자이언츠 | 후지타 모토시 |
| 퍼시픽 리그 | 세이부 라이온스   | 모리 마사아키 |

## 경기 일정
- 1차전 : 10월 20일
- 2차전 : 10월 21일
- 3차전 : 10월 23일
- 4차전 : 10월 24일

## 경기 기록
| 일시                                  | 경기   | 원정팀(선공)      | 스코어 | 홈팀(후공)        | 개최 구장            | 개시 시각 | 경기 시간  | 관중수   |
| ------------------------------------- | ------ | ----------------- | ------ | ----------------- | -------------------- | --------- | ---------- | -------- |
| 10월 20일(토)                         | 1차전  | 세이부 라이온스   | 5 - 0  | 요미우리 자이언츠 | 도쿄 돔              | 13시 04분 | 2시간 58분 | 46,008명 |
| 10월 21일(일)                         | 2차전  | 세이부 라이온스   | 9 - 5  | 요미우리 자이언츠 | 도쿄 돔              | 13시 02분 | 3시간 36분 | 46,153명 |
| 10월 22일(월)                         | 이동일 | 이동일            | 이동일 | 이동일            | 이동일               | 이동일    | 이동일     | 이동일   |
| 10월 23일(화)                         | 3차전  | 요미우리 자이언츠 | 0 - 7  | 세이부 라이온스   | 세이부 라이온스 구장 | 13시 04분 | 2시간 48분 | 31,804명 |
| 10월 24일(수)                         | 4차전  | 요미우리 자이언츠 | 3 - 7  | 세이부 라이온스   | 세이부 라이온스 구장 | 13시 03분 | 3시간 15분 | 31,804명 |
| 우승: 세이부 라이온스(2년 만에 9번째) |        |                   |        |                   |                      |           |            |          |

## 일본 시리즈 경기 결과

### 1차전
- 10월 20일 - 도쿄 돔

| 팀 | 1 | 2 | 3 | 4 | 5 | 6 | 7 | 8 | 9 | R | H | E |
| 세이부 | 3 | 0 | 0 | 0 | 1 | 0 | 0 | 0 | 1 | 5 | 9 | 0 |
| 요미우리 | 0 | 0 | 0 | 0 | 0 | 0 | 0 | 0 | 0 | 0 | 3 | 1 |
| 승리 투수: 와타나베 히사노부(1-0) 패전 투수: 마키하라 히로미(0-1) 홈런: 세이부 – 오레스테스 데스트라데(1회 3점) |   |   |   |   |   |   |   |   |   |   |   |   |

### 2차전
- 10월 21일 - 도쿄 돔

| 팀 | 1 | 2 | 3 | 4 | 5 | 6 | 7 | 8 | 9 | R | H  | E |
| 세이부 | 2 | 2 | 3 | 0 | 0 | 0 | 1 | 1 | 0 | 9 | 13 | 0 |
| 요미우리 | 0 | 2 | 0 | 1 | 1 | 0 | 0 | 1 | 0 | 5 | 9  | 2 |
| 승리 투수: 시오자키 데쓰야(1-0) 패전 투수: 사이토 마사키(0-1) 홈런: 세이부 – 이토 쓰토무(2회 2점), 오레스테스 데스트라데(3회 1점) 요미우리 – 오카자키 가오루(2회 2점), 시노즈카 도시오(8회 1점) |   |   |   |   |   |   |   |   |   |   |    |   |

### 3차전
- 10월 23일 - 세이부 라이온스 구장

| 팀                                                                                                  | 1 | 2 | 3 | 4 | 5 | 6 | 7 | 8 | 9 | R | H | E |
| 요미우리                                                                                            | 0 | 0 | 0 | 0 | 0 | 0 | 0 | 0 | 0 | 0 | 5 | 0 |
| 세이부                                                                                              | 3 | 0 | 0 | 0 | 0 | 1 | 0 | 3 | X | 7 | 9 | 1 |
| 승리 투수: 와타나베 도미오(1-0) 패전 투수: 구와타 마스미(0-1) 홈런: 세이부 – 아키야마 고지(6회 1점) |   |   |   |   |   |   |   |   |   |   |   |   |

### 4차전
- 10월 24일 - 세이부 라이온스 구장 📽️

| 팀 | 1 | 2 | 3 | 4 | 5 | 6 | 7 | 8 | 9 | R | H  | E |
| 요미우리 | 0 | 0 | 1 | 0 | 1 | 1 | 0 | 0 | 0 | 3 | 8  | 1 |
| 세이부 | 0 | 0 | 0 | 0 | 6 | 0 | 1 | 0 | X | 7 | 13 | 0 |
| 승리 투수: 궈타이위안(1-0) 패전 투수: 미야모토 가즈토모(0-1) 세이브: 시오자키 데쓰야(1S) 홈런: 요미우리 – 무라타 신이치(5회 1점), 가와이 마사히로(6회 1점) |   |   |   |   |   |   |   |   |   |   |    |   |

## 수상 선수
- MVP : 오레스테스 데스트라데(세이부)
- 감투상 : 오카자키 가오루(요미우리)
- 우수 선수상 : 와타나베 히사노부, 쓰지 하쓰히코, 이토 쓰토무(이상 세이부)

## 같이 보기
- 1990년 월드 시리즈